# Coupe du monde féminine de hockey sur gazon
La Coupe du monde féminine de hockey sur gazon est une compétition internationale de hockey sur gazon qui se déroule ordinairement tous les quatre ans. La première édition s'est tenue en France en 1974. Depuis 1986, elle se tient tous les 4 ans.

## Palmarès
| Année | Or                   | Argent               | Bronze               | 4e                   | Lieu                  |
| ----- | -------------------- | -------------------- | -------------------- | -------------------- | --------------------- |
| 1974  | Pays-Bas             | Argentine            | Allemagne de l'Ouest | Inde                 | Mandelieu-la-Napoule  |
| 1976  | Allemagne de l'Ouest | Argentine            | Pays-Bas             | Belgique             | Berlin                |
| 1978  | Pays-Bas             | Allemagne de l'Ouest | Belgique             | Argentine            | Madrid                |
| 1981  | Allemagne de l'Ouest | Pays-Bas             | Union soviétique     | Australie            | Buenos Aires          |
| 1983  | Pays-Bas             | Canada               | Australie            | Allemagne de l'Ouest | Kuala Lumpur          |
| 1986  | Pays-Bas             | Allemagne de l'Ouest | Canada               | Nouvelle-Zélande     | Amstelveen            |
| 1990  | Pays-Bas             | Australie            | Corée du Sud         | Angleterre           | Sydney                |
| 1994  | Australie            | Argentine            | États-Unis           | Allemagne            | Dublin                |
| 1998  | Australie            | Pays-Bas             | Allemagne            | Argentine            | Utrecht               |
| 2002  | Argentine            | Pays-Bas             | Chine                | Australie            | Perth                 |
| 2006  | Pays-Bas             | Australie            | Argentine            | Espagne              | Madrid                |
| 2010  | Argentine            | Pays-Bas             | Angleterre           | Allemagne            | Rosario               |
| 2014  | Pays-Bas             | Australie            | Argentine            | États-Unis           | La Haye               |
| 2018  | Pays-Bas             | Irlande              | Espagne              | Australie            | Londres               |
| 2022  | Pays-Bas             | Argentine            | Australie            | Allemagne            | Amsterdam et Terrassa |
| 2026  |                      |                      |                      |                      | Wavre et Amsterdam    |

## Tableau des médailles
| Rang | Nation           | Or | Argent | Bronze | Total |
| ---- | ---------------- | -- | ------ | ------ | ----- |
| 1    | Pays-Bas         | 9  | 4      | 1      | 14    |
| 2    | Argentine        | 2  | 4      | 2      | 8     |
| 3    | Australie        | 2  | 3      | 2      | 7     |
| 4    | Allemagne        | 2  | 2      | 2      | 6     |
| 5    | Canada           | 0  | 1      | 1      | 2     |
| 6    | Irlande          | 0  | 1      | 0      | 1     |
| 7    | Angleterre       | 0  | 0      | 1      | 1     |
| 7    | Belgique         | 0  | 0      | 1      | 1     |
| 7    | Chine            | 0  | 0      | 1      | 1     |
| 7    | Espagne          | 0  | 0      | 1      | 1     |
| 7    | Corée du Sud     | 0  | 0      | 1      | 1     |
| 7    | États-Unis       | 0  | 0      | 1      | 1     |
| 7    | Union soviétique | 0  | 0      | 1      | 1     |